# Бареев, Евгений Ильгизович
Евгений Ильгизович Бареев (род. 21 ноября 1966, Еманжелинск, Челябинская область) — канадский, ранее советский и российский шахматист, гроссмейстер (1989). Заслуженный мастер спорта России. Чемпион Москвы (1989). В составе команды России двукратный победитель командных чемпионатов мира (1997, 2005), двукратный победитель командных чемпионатов Европы (2003, 2007). Четырёхкратный победитель Всемирных Шахматных Олимпиад: в составе сборной СССР (1990) и трижды в составе сборной России (1994, 1996, 1998).

## Биография
Чемпион мира среди кадетов (1982). В чемпионате мира среди юношей (1986) — 3—5-е места. Победитель турнира 1-й лиги чемпионата СССР (1985; Харьков). В финале чемпионата СССР (1986) — 2—7-е места. В турнире 1-й лиги (1986; Иркутск) — 3—6-е места (по системе коэффициентов — 3-е). Лучшие результаты в других международных соревнованиях: Врнячка-Баня (1987) — 1—2-е; Воронеж (1987) — 3-е; Сочи (1987) — 4—7-е; Стокгольм (1987/1988) — 3—4-е места.
Член символического клуба победителей чемпионов мира Михаила Чигорина с 24 декабря 2005 года.
Бареев входил в состав сборной СССР на шахматной олимпиаде в 1990 году и сборной России на олимпиадах 1994, 1996 и 1998 годов. Среди успехов в личных соревнованиях — первое место на Корус-турнире в Вейк-ан-Зее в 2002 году впереди Майкла Адамса, Петера Леко и Александра Морозевича. В том же 2002 году Бареев дошёл до полуфинала турнира претендентов в Дортмунде, где уступил Веселину Топалову. Финалист Кубка мира ФИДЕ 2000, обладатель Кубка России 2009.
Занимал должность тренера мужской команды России по шахматам с 2010 до 2011 года. Под его руководством сборная России выиграла серебряные медали на олимпиаде в Ханты-Мансийске. В команду входили Владимир Крамник, Александр Грищук, Пётр Свидлер, Сергей Карякин и Владимир Малахов. После неудачного выступления команды на чемпионате мира 2011 года подал в отставку.
С 2015 года представляет Канаду.

## Спортивные достижения
| Год  | Город           | Наименование соревнования | + | − | = | Очки     | Место |
| ---- | --------------- | ------------------------- | - | - | - | -------- | ----- |
| 1986 | Киев            | 53 чемпионат СССР         | 8 | 5 | 4 | 10 из 17 | 2—7   |
| 1987 | Минск           | 54-й чемпионат СССР       | 6 | 7 | 4 | 8 из 17  | 12    |
| 1990 | Ленинград       | 57-й чемпионат СССР       | 6 | 2 | 5 | 8½ из 13 | 1—4   |
| 1996 | Элиста          | 49-й чемпионат России     | 5 | 2 | 4 | 7 из 10  | 4—8   |
| 1998 | Санкт-Петербург | 51-й чемпионат России     | 3 | 1 | 7 | 6½ из 11 | 12—16 |
| 2002 | Вейк-ан-Зее     | международный турнир      | 6 | 1 | 6 | 9 из 13  | 1     |
| 2004 | Москва          | 57-й чемпионат России     | 2 | 2 | 6 | 5 из 10  | 4—7   |
| 2005 | Москва          | 58-й чемпионат России     | 4 | 3 | 4 | 6 из 11  | 4—6   |

## Изменения рейтинга
| Графики недоступны из-за технических проблем. См. информацию на Фабрикаторе и на mediawiki.org. |

## Книги
- Записки секунданта / Евгений Бареев, Илья Левитов. — Москва : РИПОЛ классик, 2006 (Ульяновск : Ульяновский Дом печати). — 317 с. — (Великие шахматисты мира : ВШМ). — ISBN 5-7905-4737-0.